# 小原英一
小原 英一（おはら えいいち、1889年3月22日 - 1959年12月22日）は、日本の実業家・運輸官僚。南海電気鉄道元社長・会長。

## 経歴
千葉県出身。東京帝国大学政治学部卒業後、1915年に鉄道院入りし、配車課長、貨物課長を歴任した後、1934年に退官。南海鉄道へ中途入社し、運輸部長、専務取締役を歴任した後、関西急行鉄道との合併で近畿日本鉄道副社長に就任。
1947年に南海電気鉄道発足に伴い社長に就任するが、南海野球（当時のプロ野球球団・南海ホークスの運営会社）会長となり、1950年に南海電鉄社長に復帰してその後は会長も歴任。南海会館をはじめ動物園・水族館・四国航路など関連事業に尽力し、太平洋野球連盟会長、新日本放送（現：毎日放送）監査役などを務めた。